# Scotopteryx coarctata
Scotopteryx coarctata är en fjärilsart som beskrevs av Edward Alfred Cockayne 1952. Scotopteryx coarctata ingår i släktet backmätare, och familjen mätare. Inga underarter finns listade.